# Sant Lluís Rei de Montlluís
Sant Lluís Rei de Montlluís és l'església parroquial de la vila de Montlluís, del terme comunal del mateix nom, a la comarca del Conflent, de la Catalunya del Nord.
Està situada exactament al centre de la vila, a la Plaça de la República, entre els carrers d'Émile Zola i de Victor Hugo.

## Història
La primitiva església parroquial de Sant Lluís Rei era situada a la Ciutadella de Montlluís. Des del 1721, el rector de Montlluís promulgà la construcció d'una església nova, a la vila, lluny del soroll dels soldats i del seu llenguatge barroer i ple de renecs, que arribaven fins i tot en plena consagració, durant la missa. És obra de l'enginyer Delisle de Salins. El 1733 fou començada, acabada el 1737. Va costar 32.866 lliures, i l'abat de Sant Miquel de Cuixà hi contribuí proporcionant la fusta, extreta del bosc de la Mata, possessió de l'abadia.
L'estil dels enginyers militar defineix clarament l'estil de l'església, el caràcter militar de la qual és innegable: el seu disseny és d'un absolut rigor geomètric. Amb la construcció de l'església nova, la de la ciutadella va quedar desafectada.

## L'edifici

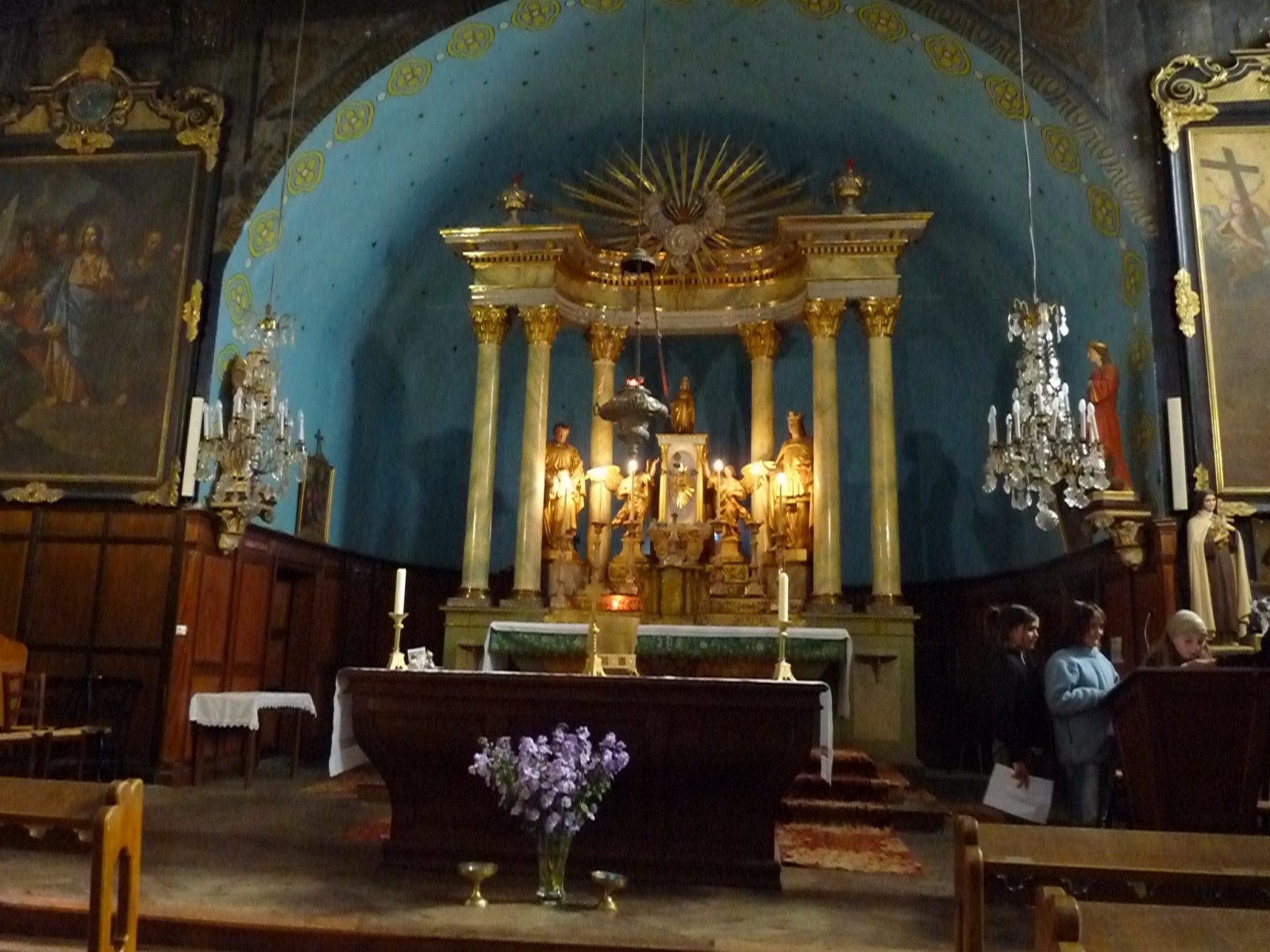
Interior del temple

Té una sola nau, amb quatre trams i capelles laterals a cada banda, delimitades pels contraforts interiors. Té un portal clàssic, coronat per un frontó, i un campanar. L'església és il·luminada per vitralls i té una rica decoració de retaules i pintures murals.